# Mittenothamnium glaucissimum
Mittenothamnium glaucissimum là một loài Rêu trong họ Hypnaceae. Loài này được (Besch. ex Geh.) Cardot mô tả khoa học đầu tiên năm 1913.